# Ciudadanos en Ira
Ciudadanos en Ira (en alemán: Bürger in Wut, BIW) fue un partido político alemán de derecha populista representado en el parlamento regional del estado de Bremen. Fue liderado por Jan Timke. Era especialmente fuerte en la ciudad de Bremerhaven.

## Historia
Fue fundado en marzo de 2004 como sucesor del Partei Rechtsstaatlicher Offensive. Su atención se ha centrado en la lucha contra el crimen y la política de inmigración.
El partido participó por primera vez en las elecciones parlamentarias de Bremen en 2007. La ley electoral de Bremen dispone de un umbral en el que un partido debe superar el 5% del voto popular, ya sea en toda la ciudad de Bremen, o en Bremerhaven (donde el partido participó) para obtener representación en el Bürgerschaft. Los Ciudadanos en Ira se presentaron en la circunscripción más pequeña de Bremerhaven. Según los resultados oficiales, la formación obtuvo 2.216 votos, equivalentes al 4,998% en toda la ciudad, sólo un voto por debajo del umbral. Tras esto, el partido pidió un recuento. El tribunal competente encargado de detectar errores relevantes en las elecciones en las circunscripciones de Bremerhaven, impuso una repetición de los comicios en el distrito electoral. En la repetición, el 6 de julio de 2008, el partido ganó  el 27.6% del voto popular en el distrito electoral, lo cual elevó el resultado del partido en Bremerhaven  hasta el 5,29%, suficiente para un escaño en el parlamento estatal de Bremen.
En las elecciones estatales de Bremen de 2011, los Ciudadanos en Ira obtuvieron ganancias significativas: ganaron el 3.7% del voto popular en todo el estado de Bremen -en contraste con el 0,8% en 2007-, y pudieron defender su escaño en el parlamento al haber obtenido un 7,1% en Bremerhaven.
En 2013, Martin Korol, diputado del Bürgerschaft, dejó el Partido Socialdemócrata (SPD) y se unió al BIW poco después, aumentando a dos escaños la representación del partido.  
En las elecciones estatales de Bremen de 2015 el partido obtuvo el 3,2%, superando por tercera vez el umbral requerido en Bremenhaven (6,5%), por lo que volvió a obtener un escaño, y desde entonces fue nuevamente representado por un solo diputado.
En junio de 2017 los diputados del partido Reformadores Liberal-Conservadores (LKR) Klaus Remkes y Piet Leidreiter se unieron a los Ciudadanos en Ira, aumentando a 3 escaños la representación del partido.
En las elecciones estatales de Bremen de 2019 la formación obtuvo un 2,4% de los votos, lo cual representó ligeras perdidas electorales. No obstante, mejoró sus resultados en Bremerhaven ascendiendo al 7,4%, por lo cual mantuvo su representación parlamentaria con un escaño.
En octubre de 2021, el diputado del Bürgerschaft Peter Beck (exmiembro de la AfD y los LKR) se unió al partido, aumentando así a dos escaños su representación.
En las elecciones estatales de Bremen de 2023, el partido logró el mejor resultado de su historia con un 9,4 %, beneficiándose de la ausencia de Alternativa para Alemania (AfD), que fue descalificada para presentarse debido a disputas internas del partido.
El 9 de junio de 2023, BIW anunció la fusión con el partido Alianza Alemania. En las votaciones internas, el 95% de los miembros de ambas organizaciones estuvieron de acuerdo con la fusión.
Los Ciudadanos en Ira se veían a sí mismos como conservadores democráticos, aunque antisistemáticos. Cientistas y observadores políticos clasificaron al partido como populista de derecha, pero no extremista o anticonstitucional.

## Resultados electorales

### Elecciones estatales deBremen
| Año  | # de votos   | % de votos | # de escaños obtenidos | +/–         | Gobierno  |
| ---- | ------------ | ---------- | ---------------------- | ----------- | --------- |
| 2007 | 2.336 (#8)   | 0,85       | 1/83                   | 1           | Oposición |
| 2011 | 48.530 (#5)  | 3,7        | 1/83                   | Sin cambios | Oposición |
| 2015 | 37.759 (#7)  | 3,2        | 1/83                   | Sin cambios | Oposición |
| 2019 | 35.808 (#7)  | 2,4        | 1/84                   | Sin cambios | Oposición |
| 2023 | 118.527 (#5) | 9,4        | 10/87                  | 9           | Oposición |

### Elecciones locales deBremerhaven
Desde 2007 el partido también estuvo representado en el parlamento local de Bremerhaven, llamado Stadtverordnetenversammlung. En las elecciones a este parlamento obtuvo los siguientes resultados:
- 2007: 5,4% (3 escaños)
- 2011: 7,4% (3 escaños)
- 2015: 7,2% (3 escaños)
- 2019: 8,0% (4 escaños)
- 2023: 19,6 (9 escaños)